# Gaio Cecina Largo (console 42)
Gaio Cecina Largo (in latino: Gaius Caecina Largus; 7 circa – 55 o 56) è stato un magistrato e senatore romano, console dell'Impero romano.

## Biografia
Largo apparteneva alla gens Caecina, un'antica famiglia di origine etrusca proveniente da Volaterrae che era entrata in senato sotto Cesare e che forse era stata elevata al patriziato da Augusto. Largo è stato riconosciuto come figlio del console suffetto del 13 Gaio Cecina Largo, a sua volta fratello del console suffetto dell'1 a.C. Aulo Cecina Severo, legato di Germanico nelle sue campagne germaniche.
Non molto è noto della carriera di Largo. Membro della confraternita dei fratres Arvales dal 38 (e quindi all'incirca trentenne a questa altezza cronologica), l'unica carica nota di Largo è il suo consolato ordinario nel 42, rimanendo straordinariamente in carica per l'intero anno al fianco del princeps Claudio (per i primi due mesi), di Gaio Cestio Gallo (da marzo ad agosto), di Cornelio Lupo (per settembre e ottobre) e forse di Gaio Svetonio Paolino (per gli ultimi due mesi dell'anno). Nei mesi in cui fu console insieme a Cornelio Lupo, Largo si fece promotore di un importante provvedimento giudiziario: il senatusconsultum Largianum de successione libertorum Latinorum, che modificò la lex Iunia Norbana del 19 e stabilì l'ordine dei successibili ab intestato nelle eredità dei Latini Iuniani.
Ciò che è però testimoniato di Largo è la sua grande vicinanza al princeps Claudio, forse a causa dei legami della sua famiglia con Germanico, fratello defunto del princeps. Oltre allo straordinario consolato annuale nel 42, risulta illuminante la testimonianza di Tacito relativa agli eventi del 48 riguardanti la moglie del princeps Messalina e il suo amante Gaio Silio:
(Tacito, Annales, III, 33-34 [trad. Bianca Ceva, BUR])
Oltre a mettere in mostra l'incertezza di Vitellio e Largo durante una serie di eventi a tutt'oggi non facilmente spiegabile che vide una forte contrapposizione politica tra Claudio e la moglie Messalina, il fatto stesso che i due condividessero la vettura del princeps e che il liberto Narciso temesse che loro potessero sviare Claudio dalle decisioni già prese contro la moglie non può che segnalare l'appartenenza di Largo al più intimo circolo degli amici di Claudio.
Dopo la sua partecipazione agli eventi del 48, Largo scompare dalla storia, ma dovette senza dubbio rimanere una personalità importante per tutto il principato del suo amicus Claudio: è stato ipotizzato che, in virtù della sua posizione, Largo possa aver ricoperto un proconsolato o una legazione consolare.
In ogni caso, alcune notizie possono aiutare a definirne la data della morte. Il grammatico Asconio Pediano, infatti, oltre a riportare la notizia che Largo possedeva una casa sul Palatino un tempo appartenuta all'oratore Lucio Licinio Crasso e poi a Marco Emilio Scauro - in cui Largo era solito mettere in mostra dei notevoli alberi di bagolaro -, testimonia anche che Largo sopravvisse al suo amicus Claudio. Tuttavia, la sua assenza dalla lista completa dei fratres Arvales del 57 ne colloca la morte tra 55 e 56.